# Fonte de chafurdo

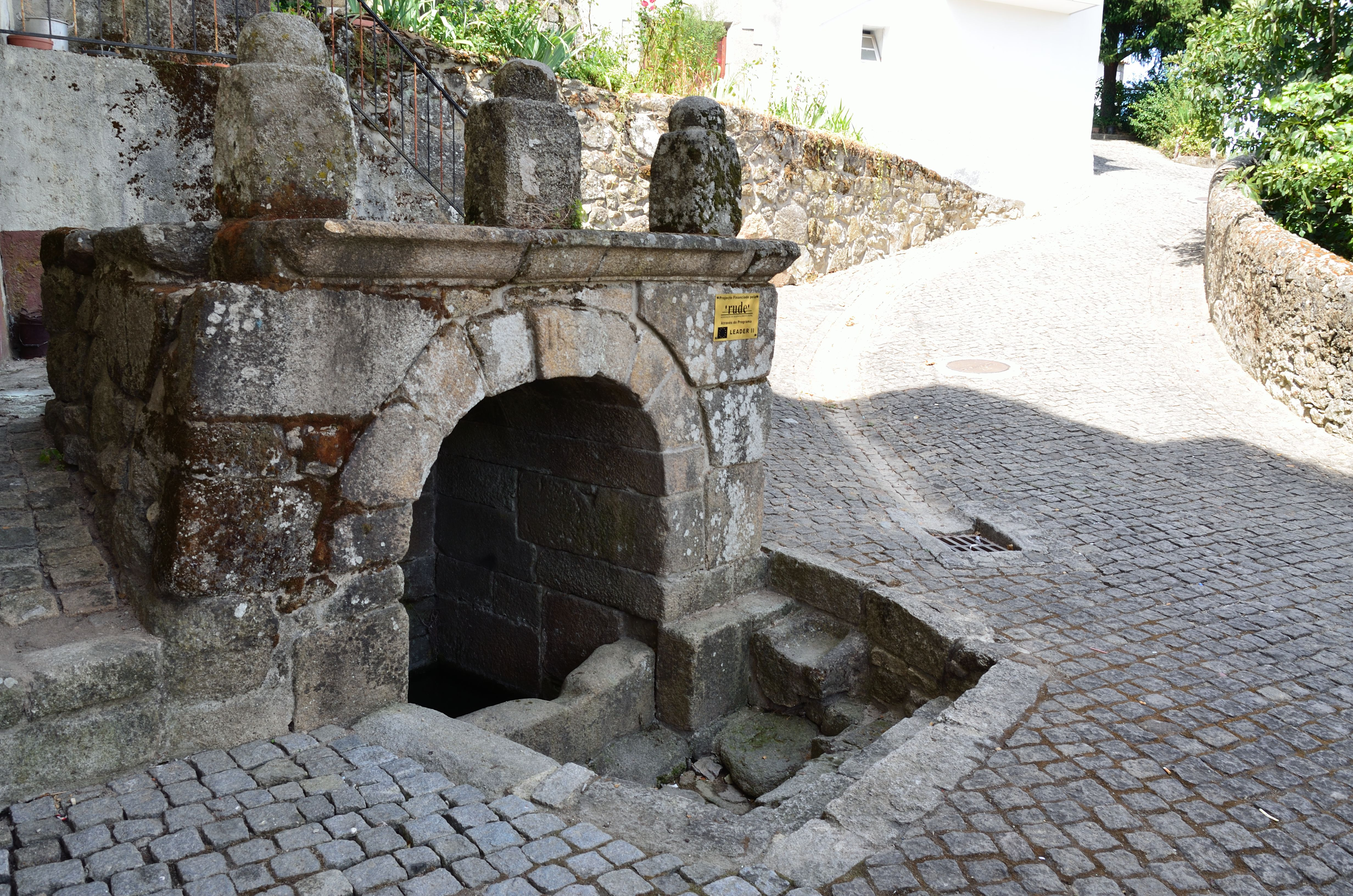
Fonte de mergulho

Fonte de chafurdo, ou de mergulho, é uma fonte em que se retira a água, de uma cova pouco funda, submergindo as vasilhas (por exemplo, cântaros de barro).
Estão geralmente num nível inferior ao do solo, existindo escadas que dão acesso à água. A água está, habitualmente, protegida por uma abóbada feita de pedra.
Estas fontes, principalmente pela falta de higiene a elas inerentes, foram sendo substituídas por chafarizes.